# Comuna da Luz
A Comuna da Luz, para muitos considerada como a primeira comunidade anarquista implementada em Portugal, foi criada em 1917, pelo anarquista António Gonçalves Correia, perto de Vale de Santiago, na herdade das Fornalhas Velhas, concelho de Odemira.
Esta comunidade apenas conseguiu sobreviver durante 1 ano e meio. A vida da Comuna da Luz foi, por isso, de curta duração. Foi alvo de preconceitos burgueses e da repressão policial, que decidiram que a mesma tenha desencadeado e sido responsável pela organização do surto grevista dos trabalhadores rurais que varreu o Alentejo. Em 1918, a mesma foi extinta, sendo preso o seu fundador, António Gonçalves Correia.
De qualquer forma, António Gonçalves Correia não se dá por vencido. Após a sua saída da prisão, em meados de 1926, funda a Comuna Clarão localizada em Albarraque.